# Aqui d'El Rei!
Aqui d'El Rei é um filme luso-hispano-francês histórico, simultaneamente lançado como série de televisão, realizado por António-Pedro Vasconcelos, estreado em 24 de Abril de 1992. Este telefilme é uma produção entre os canais públicos de Portugal (RTP), Espanha (TVE) e França (France 3).

## Elenco
- Ludmila Mikaël ... Mariana de Vilares
- Arnaud Giovaninetti ... Tenente Nuno Lorena
- Jean-Pierre Cassel ... Rodrigo
- Julie Sergeant ... Estefânia
- Jose Coronado (como José Coronado) ... Coronel Gastão
- Christine Chevreux ... Rosa
- Joaquim de Almeida ... Manuel
- José Mário Branco ... Joaquim Augusto Mouzinho de Albuquerque
- António Fernandes ... José Luciano de Castro Pereira Corte-Real
- Rogério Samora ... Lencastre
- Nuno Quadros ... Filipe
- Carlos César ... Padre Marcos
- Pedro Efe ... Leitão
- Erasmo Titose ... Gungunhana
- Alberto Leitão ... Godide
- Horário dos Santos ... Zichacha
- António Rosário ... Molungo
- António Anjos ... Sepúlveda
- Jean-Luis De Talance (como Jean-Luis de Talance) ... Rei D. Carlos I de Portugal
- Filipe Ferrer ... Alberto
- Raul Solnado ... Matos
- Fernando Mendes ... Cabo da Guarda
- Lourdes Norberto ... Adelaide
- Miguel Guilherme ... Lopes
- Manuel Cavaco ... Saraiva
- Manuela Carlos ... Pilar
- Vítor de Sousa ... Chapeleiro
- Diogo Vasconcelos ... D. Luís Filipe, Príncipe Real de Portugal
- Eugénio Salvador ... Mordomo de Titao
- Luísa Barbosa ... Marta
- Artur Semedo ... Velho General
- Ângela Pinto ... Jovem Criada
- João Bénard da Costa (como Duarte de Almeida) ... Médico
- Alina Vaz ... Costureira
- João Sarabando ... Mestre de Cerimónias
- Adelaide João ... Alcoviteira
- Vasco de Saldanha da Gama ... Escanção
- António Miguens ... Cozinheiro
- Gusmão de Sousa ... Camareiro do Rei
- Rui Luís ... Cocheiro
- Fernando Guerreiro ... Impedido Nuno
- Lella Vaz Pinto ... Senhora no Jardim
- João Miguel Oliveira ... Oficial na Estufa Fria
- David Silva ... Chefe das Cozinhas
- Salomé Marques ... Criada dos Açores
- Carlos Rodrigues ... Homem na Multidão #1
- Paco Vilar (como Francisco Vilar) ... Homem na Multidão #2
- Jean-Michel Rebiffe ... Rapaz no Salão de Chá
- Francisco Barroso ... Vendedor de Jornais
- Erika Roberto ... Maria
- Rogério Claro ... Padre do Baptismo
- Rui Luís Brás ... Tenente Nuno Lorena (voz)
- Paula Guedes ... Mariana de Vilares (voz)
- André Gago ... Rodrigo (voz)
- Fernando Luís ... Coronel Gastão (voz)
- Ana Padrão ... Rosa (voz)
- Catarina Avelar ... Titao (voz)
- Varela Silva ... Rei D. Carlos I de Portugal (voz)
- Pedro Cavaleiro ...
- Camacho Costa ... Homem
- Márcio Ferreira ... Rapaz na Cozinha
- José Figueiras ...
- Luís Pavão ...
- Patrícia Tavares ... Rapariga na Cozinha
- José Viana ... José Luciano de Castro Pereira Corte-Real (voz)